# Prelude, thema en variaties
Carl Nielsen componeerde zijn Prelude, thema en variaties in 1923. De compositie is opgedragen aan zijn schonzoon, de violist Emil Telmányi, die wel meer premières gaf van vioolwerk van de componist.
De compositie kent eenzelfde opzet als de sonates en partitas van Johann Sebastian Bach; die werken had Telmányi het voorafgaande jaar uitgevoerd en de componist was er van onder de indruk. Hij componeerde daarom dit werk om uit te voeren in Londen, waar Nielsen (als dirigent) en Telmányi (als solist) Nielsen’s vioolconcert zouden uitvoeren. Telmámyi klaagde bij Nielsen over deel 8 (variatie 7). Nielsen heeft daarop dat deel gereviseerd, waarbij de moeilijkheid aanmerkelijk was opgevoerd; het wordt nu vergeleken met de stukken die Niccolò Paganini componeerde voor viool. Het bestaat bijna geheel uit vierenzestigste noten in tempo presto. Bijkomend probleem voor de solist was dat Nielsen dat deel pas opleverde toen de koffers voor de reis al gepakt stonden.

## Delen
1. Poco adagio e con fantasia
2. Thema: Andante
3. Variatie 1: Piu mosso
4. Variatie 2: Andantino quasi allegretto
5. Variatie 3: Andante espressivo
6. Variatie 4 : Poco allegro, olto ritmico
7. Variatie 5 : Piu mosso
8. Variatie 6 : Tempo giusto
9. Variatie 7 : Presto
10. Variatie 8 : Poco adagio
11. Tempo di tema

## Bron en discografie
- Uitgave Dacapo : Tue Lautrup (viool)